# 塔の上のラプンツェル
『塔の上のラプンツェル』（とうのうえのラプンツェル、原題: Tangled）は、2010年のアメリカ合衆国のアニメ映画。ウォルト・ディズニー・アニメーション・スタジオ長編作品第50作目であり、初の「3Dで描かれるプリンセスストーリー」。原作はグリム童話の『ラプンツェル（髪長姫）』。本作は長年ディズニーのアニメーターとして活躍したグレン・キーンが初めて企画の立ち上げから製作総指揮まで務めた作品である。続編として短編映画2本とテレビシリーズが製作されたほか、実写映画でのリメイクも企画されている（2025年現在中断中。後述）。

## ストーリー
昔々、空から地上に落ちてきた太陽の滴から、怪我や病気を癒やす魔法の力を持った『金色の花』が生まれる。その花を偶然見つけた老婆のマザー・ゴーテルは、特別な歌を歌って使える花の力を独り占めし、何百年もの間若さを保っていた。やがて何世紀も経って花の周りに王国ができたある日、王妃がもうすぐ赤ん坊を産むという時に重い病で倒れ、王の呼びかけで王妃を助ける術を探していた国民はゴーテルが隠していた金色の花を見つけて抜き取る。花を浮かべた水を飲んで奇跡的に回復した王妃は長い金髪の女の子を出産し、その子にラプンツェルと名付けた。王と王妃は王女の誕生を祝って『灯り』を灯したランタンを空に飛ばす。
ある夜、花を取り戻しに城に忍び込んだゴーテルは、太陽の滴の力がラプンツェルの金色の髪に宿り、その髪を切ると力が失われることを知る。そしてラプンツェルを攫って、森の奥深くにそびえる高い塔に閉じ込め、自分の子として育てる。一方、娘を攫われて心に暗い影を落としていた王と王妃はラプンツェルの誕生日が来るたびに灯りを空に飛ばし、彼女がそれを目印に帰って来るよう無事を祈る。
それから18年後、ラプンツェルはゴーテルに「外の世界は恐ろしく、髪の力を利用する悪者がいる」と言われて塔から出ることを禁じられていたが、誕生日に決まって遠くの空を飛ぶ無数の灯りを近くで見たいと夢見て、外の世界への憧れを強くしていた。18歳の誕生日を翌日に控えた時、ラプンツェルは思い切って「今年こそあの灯りを見に行きたい」とゴーテルに伝えるが、「灯りの話はもう終わり」と突っぱねられる。そこで、手に入れるのに3日はかかる白い貝殻の絵の具（恐らく胡粉と思われる）をねだり、その間に外へ出ようと考える。
同じ頃、朝早くに王女のティアラを盗み出した大泥棒フリン・ライダーは、泥棒仲間のスタビントン兄弟を出し抜いてティアラを独り占めして森に逃げ込んでいた。追っ手を振り切った先で塔を見つけたフリンは壁をよじ登って侵入するが、油断したところをラプンツェルにフライパンで殴られて気絶する。一人で侵入者を捕まえて自信をつけたラプンツェルは、目を覚ましたフリンに「自分を『灯り』が現れる場所まで案内し、それが済んだら塔まで送り届けて。そうすればティアラを返すから」と約束させる。得意の口説き顔も通じない相手に、フリンはしぶしぶ条件を受け入れる。
ラプンツェルはゴーテルとの約束を破った後ろめたさを感じながらも、初めて見る外の世界に胸を躍らせる。一方、衛兵の馬のマキシマスを森で見かけて塔に引き返したゴーテルは、ラプンツェルがいなくなったことを知り、部屋でティアラとフリンの手配書を見つけ、ラプンツェルを探し始める。フリンはラプンツェルを脅かそうと荒くれ者が集まる酒場「かわいいアヒルの子」に向かうが、賞金狙いの荒くれ者たちに襲われる。しかし、荒くれ者たちはみんな純粋な夢を持っていて、ラプンツェルの言葉に心を動かされると、それぞれがその夢をラプンツェルと語り合い、仲良くなる。そしてマキシマスと衛兵がフリンを捕まえに来ると、荒くれ者のフックハンドはラプンツェルとフリンを地下通路の入り口へ連れていった。
衛兵やスタビントン兄弟の追跡から逃れたラプンツェルとフリンは、ダムを決壊させたせいで河川の洞窟に閉じ込められ、フリンは溺死を覚悟して本名がユージーン・フィッツハーバートだと告白する。そのお返しに髪の秘密を告白したラプンツェルは、光る髪で洞窟を照らすことを思いついて脱出に成功する。ラプンツェルの髪の力を目の当たりにしたフリンは驚くが、彼女がその力を守るために閉じ込められていたと知って同情し、誰にも言ったことがない秘密を打ち明ける。自分は孤児であり、子供の頃に施設で読んだ『フリナガン・ライダーの冒険』の本に憧れて名前を借りたのだと。ラプンツェルは「フリン・ライダーよりもユージーン・フィッツハーバートの方が好き」と答え、急速に心を通じ合わせる二人だった。
一方、スタビントン兄弟を仲間にして様子を窺っていたゴーテルはラプンツェルを連れ戻そうとするが、断られるとティアラを突き付けて不穏な言葉を残し去っていく。朝になって、マキシマスを仲間にしたラプンツェルとフリンは王国の祭りを楽しみ、夜にボートに乗って灯りを飛ばした。長年の夢を叶えたラプンツェルは、フリンを信頼してティアラを見せる。フリンはスタビントン兄弟にティアラを返しに行くが、ラプンツェルの髪の力の方に価値を感じた彼らに気絶させられてティアラごと縛られ、衛兵に捕まって絞首刑を言い渡される。
ティアラを持って消えたフリンを探すラプンツェルは、スタビントン兄弟に「フリンがラプンツェルと引き換えにティアラを持って逃げた」と言われて攫われかけるが、ゴーテルに助けられて塔に連れ戻される。しかし、壁に描いた太陽の絵が王国の紋章に似ていることから、自分の正体を知ったラプンツェルはゴーテルを責めるが、シラを切られて髪の力を二度と使わせないと誓い、悪人の本性を現したゴーテルに鎖で繋がれる。
そこへ、マキシマスと荒くれ者たちに救出されたフリンがラプンツェルを助けに来る。ゴーテルはフリンをナイフで突き刺し、嫌がるラプンツェルを引きずって遠くへ逃げようとする。ラプンツェルは「生きている限り逃げ続けるが、フリンの傷を治させてくれるなら諦める」とゴーテルに約束するも、ラプンツェルの犠牲を望まないフリンは傷を癒やされる前に彼女の髪を切り、急速に老化したゴーテルは塔から転落し、灰となって消え失せた。
フリンはラプンツェルに「君は俺の新しい夢だ」と答えて息絶えるが、フリンの頬にラプンツェルの涙が落ち、涙に含まれた太陽の滴の力がフリンを生き返らせる。実の両親である王と王妃に再会したラプンツェルは、名前を本名に戻したフリンと結婚して女王になり、いつまでも幸せに暮らしたのだった。

## 登場キャラクター
ラプンツェル（Rapunzel）
演 - マンディ・ムーア、デラニー・ローズ・ステイン（幼少時） / 日本語吹替 - 中川翔子、小此木麻里（歌唱シーン）、諸星すみれ（幼少時）
本作のヒロイン、ディズニープリンセスの一人。森の奥深くの塔の上で暮らす美しい金髪の美少女。その髪の長さは70フィート（21メートル）にもおよび、中盤で広場にいた子供達に頼んで三つ編みと編み込みにしてもらう。一人称は「私」。彼女の髪には傷を癒やす特別な力が秘められ、幼い頃からゴーテルに「外の世界は暗くて恐ろしく、髪の力を利用する悪者で溢れている」と聞かされて外の世界を知らずに生きてきた。不自由な生活とは裏腹に非常に好奇心旺盛で、いつもはカメレオンのパスカルと過ごし、朝の7時までに家事を終わらせ、スケジュール通りに読書、料理、ギター、編み物、チェス、ヨガ、壺焼き、かくれんぼなどで時間を潰す単調な毎日を送っている。一番の趣味は部屋の壁に絵を描くことで、描きすぎたあまりスペースが無くなってしまう。髪の毛でゴーテルを持ち上げていることからかなりの力持ちであり、持っていたフライパンを振り回して自分に当たっても言うほど痛がらないなど結構タフ。主な武器はフライパンで、長い髪をロープのように自在に操ってアクションをこなす。絵を描く時は左利きだが時に右手も使い、利き手は不明。魔法の力を持つため、ディズニーヒロインでは珍しく緑色の目に設定された。

フリン・ライダー（Flynn Rider） / ユージーン・フィッツハーバート（Eugene Fitzherbert）
演 - ザッカリー・リーヴァイ / 日本語吹替 - 畠中洋
指名手配もされている大泥棒。キザでお調子者だが、ロマンチストでもある美青年。誘惑顔を得意技とするナルシストかつプレイボーイで、手配書の鼻を丸く描かれることを嫌っている。突き出た板に思い切り体を打ち付けても軽傷で済ませる頑丈な肉体を持ち、人間の比ではない膂力を持った馬のマキシマスとも渡り合った。一人称は「俺」。ずる賢く卑怯な性格で、スタビントン兄弟を裏切って恨みを買っている。
王女のティアラを盗んだ罪で追われ、塔の中に隠れたが、そこにいたラプンツェルにフライパンで気絶させられ、ティアラを返してもらう代わりに灯りの場所まで連れて行く約束をした。ラプンツェルを世間知らずな子供として扱うが、命を救われたことをきっかけに心を通わせていく。「かわいいアヒルの子」の荒くれ者たちに夢を聞かれ、「金持ちになって南の島で優雅に暮らしたい」と答える。追っ手から逃げる途中でダムの洞窟に閉じ込められ、ラプンツェルに誰にも話したことのない秘密を打ち明けた。実はユージーン・フィッツハーバートという名前の孤児で、フリン・ライダーは孤児院で年少の子供たちに読んでいた「フリナガン・ライダーの冒険」の本の主人公に肖った偽名である。貧しく孤独な生い立ちがコンプレックスで、本の主人公のように冒険家になりたかったが、旅費を稼ぐには盗みを働くしかなかったと語っている。ラプンツェルに本名のユージーンの方を気に入られ、以降はユージーンと呼ばれるようになる。『ザ・シリーズ』の最終回でラプンツェルをボートに乗せて指輪入りのカップケーキでプロポーズし、その後の結婚式の話が『ラプンツェルのウェディング』につながる。ファンの間で26歳説が浮上していたが、監督のバイロン・ハワードは20代前半と定義し、『ザ・シリーズ』で23～24歳と設定された。フリン・ライダーの魅力をラプンツェルと対等なレベルに引き上げるため、スタジオ内の女性が好きな男性の写真を持ち寄って率直な意見を交換しあう「ホット・マン会議」を行っていた。「タレ目はだめ」などの議論を女性間でしてイケメン男性のパーツを合成したり、男性たちの案をことごとくダメ出しし、試行錯誤を重ねて現行のフォルムが誕生した。監督も「キツイ会議だった」と後に振り返っている。フリンのキャラクター設定についてはエロール・フリン、ハン・ソロ、インディ・ジョーンズなどからインスピレーションを得ている。初期段階のラプンツェルの相手役はバスティオンという別人だったが、製作総指揮のジョン・ラセターの要求で現在のフリンにリテイクされ、バスティオンのデザインは『アナと雪の女王』のクリストフに流用された。
マザー・ゴーテル（Mother Gothel）
演 - ドナ・マーフィ / 日本語吹替 - 剣幸
本作のディズニー・ヴィランズ。作中では単にゴーテルとも言われる。
ラプンツェルの育ての親で、塔に出入りするただ一人の人間。ラプンツェルと対照的な容姿を持つ。操作的な母親で、ガスライティングやコントロールフリークの典型的な行動で、ラプンツェルを塔の中に閉じ込めてきた。外の世界がどんなに恐ろしいことに満ちているか、自分が娘をどんなに大事に思っているか、そしてラプンツェルがどんなに無力かを言い含める。また、ラプンツェルを赤ん坊同然だと一方的に決めつけ、恩着せがましい口ぶりをして自立を認めない。ディズニー制作スタッフによると、ゴーテルは『白雪姫』の魔女をイメージして作ったものとされる。ラプンツェルを塔に連れ戻す時に持っていたランプが毒りんごの色と同じなのはそのためで、目の色も魔女と同じに設定されている。『ザ・シリーズ』でラプンツェルにフリン同様フライパンで殴られるシーンが登場する。ゴーテルの服のデザインは物語の時代設定よりさらに400年前の服を参考にしている。

パスカル（Pascal）
演 - フランク・ウェルカー
ラプンツェルと暮らしている小さなカメレオン。ラプンツェルにとっては唯一の遊び相手であり、何でも話せる大切な友達。人間の言葉は喋れないが、ジェスチャーや皮膚の色を自在に変えて意思を表現する。ラプンツェルと同じように外の世界に憧れ、一緒に灯りを見る旅に出た。一方でラプンツェル以外の人間への警戒心は強く、ゴーテルから身を隠したり、塔に侵入したフリンを警戒した。気絶したフリンの耳に舌を突っ込んで起こすという一種の特技を持っている。フリンを刺したゴーテルに立ち向かって蹴飛ばされるが、髪の魔法を失ったゴーテルを塔から落とした。また、パスカルという名前は当時の制作スタッフが飼っていたカメレオンの名前をそのまま引用したものである。『ザ・シリーズ』でラプンツェルとの出会いが描かれた。パスカルには、アニメーションアーティストのケリー・ルイスが飼っているカメレオンの名前をそのまま使わせてもらっている。
マキシマス（Maximus）
演 - フランク・ウェルカー
警護隊長を乗せて走る、危険知らずで使命感が強い白馬。フリン追跡に執念を燃やして森深くまで追い込んだ。犬のように優れた嗅覚を持つが、それでもラプンツェルの塔へ続く道は見つけられなかった。
人間の言葉は喋れないが、ジェスチャーで意思を表現する。リンゴが大好物。体力・知力・胆力に優れ、読み書きや理数の計算もこなし、剣を口にくわえて戦うこともできる。
身を粉にして王国に尽くしているが誰にも褒められず、それを慰めてくれたラプンツェルの夢を叶えようとフリンと一日限りの協力関係を結んだ（一説には、ラプンツェルが王妃に似ているため、行方不明の王女であると気付いたとも言われている）。ゴーテルに陥れられたフリンを酒場の荒くれ者たちに脱獄させ、フリンを乗せて塔に走った。以降彼に感謝されて「マックス」の愛称で呼ばれる。ラストでは衛兵の武器に採用されたフライパンをくわえている。
酒場の荒くれ者たち（Pub Thugs）
街外れの酒場「かわいいアヒルの子」を根城にしている荒くれ者たち。酒場の壁には多くの刃物類が刺さっており、床には殺人現場でよく見るマークがつけられている。見た目は恐ろしいがみんな純粋な夢の持ち主で、初めは賞金目当てでフリンを捕まえようとしたものの、ラプンツェルの言葉に心を動かされてその思いを伝える。終盤では処刑されそうになったフリンの窮地を救ったのち、それぞれが自分たちの夢を叶えることができた。挿入歌「誰にでも夢はある」の原語版では、荒くれ者たちの名前が歌詞に登場している。
フックハンド（Hook Hand）
演 - ブラッド・ギャレット / 日本語吹替 - 岡田誠
荒くれ者のリーダー格。片方の手がフックになっている。アコーディオン弾きを捕まえて斧の的代わりにする物騒な男だが、将来の夢はピアニストになることで、命を奪うよりも心を奪う演奏がしたいと思っている。つまらない夢を答えたフリンを嫌うが、ラプンツェルの夢を応援して秘密の抜け道を教えた。ラストにてピアニストの夢を叶えた。『ラプンツェルのウェディング』ではラプンツェルとユージーンの結婚式でピアノを弾いた。『ザ・シリーズ』で弟が登場している。
ビッグノーズ（Big Nose）
演 - ジェフリー・タンバー / 日本語吹替 - 石原慎一
鼻が大きく、足の指が6本あるのが特徴。将来の夢は素敵な恋人を作ること。こちらもラストにて夢が叶い、恋人が出来た。「誰にでも夢はある」の英語版では6本指が悩みと歌っているが、日本語版では足が臭いと歌っている。
ウラジミール（Vladimir）
演 - リチャード・キール / 日本語吹替 - 田中英樹
無口な大男。セラミックのユニコーンを集めるのが趣味。
ウルフ（Ulf）
演 - 日本語吹替 - IKKAN
白塗りの顔の男。パントマイマーになるのが夢で、一切喋らない。
ショーティー（Shorty）
演 - ポール・F・トプキンス / 日本語吹替 - 多田野曜平
天使の格好をしているおかしな老人。夢は明かされていない。
アッティラ（Attila）
演 - 日本語吹替 - 多田野曜平
お菓子づくりが趣味。つねに騎士のような仮面をかぶっているため、素顔は明かされていない。『ザ・シリーズ』でパン屋を開業した。
トール（Tor）
背の高い大男。夢はフローリストになること。
グレノ（Greno）
日本語吹替 - 根本泰彦
フリンを捕まえて貰おうと衛兵を呼んだ。
店の悪漢（Thug）
演 - バイロン・ハワード、ネイサン・グレノ / 日本語吹替 - 小西のりゆき、村上勧次朗、Kuma
それぞれインテリアデザイナーを夢に目指していたり、編み物や裁縫を得意としている。
スタビントン兄弟（Stabbington Brother）
演 - ロン・パールマン / 日本語吹替 - 飯島肇
フリンと組んで王女のティアラを盗み出した泥棒。兄サイドバーンズと弟パッチーの双子の兄弟。追っ手から逃げる途中、フリンの裏切りでティアラを独り占めされて仕返しを誓った。ゴーテルの「ティアラよりももっといいものがある」という誘いに乗り、フリンを逮捕させてラプンツェルの髪の力でひと儲けしようと企んだが、ゴーテルに騙されて結局は捕まってしまう。
『ザ・シリーズ』によると、フリンとは10年前からの知り合いで、男爵という悪者の依頼でティアラを盗んでいた。『ラプンツェルのウェディング』ではフリンとの関係が改善され、手錠をかけられた状態でラプンツェルとフリンの結婚式に出席して号泣するという、涙もろい一面を見せている。
警護隊長（Captain of The Guard）
演 - M・C・ゲイニー / 日本語吹替 - 佐山陽規
衛兵の隊長。パートナーのマキシマスの能力を信頼している。フリンを絞首台に連れて行こうとするが、酒場の荒くれ者たちにフリンを逃がされる。『ザ・シリーズ』でゴーテルとの意外な接点が登場する。
王と王妃（King and Queen）
演 - カリ・ウォールグレン（王妃） / 日本語吹替 - 菅原さおり（王妃）
島に浮かぶ王国の国王と妃であり、ラプンツェルの実の両親。愛と知恵で王国を治め、国中の皆に慕われている。城のそばの町には赤ん坊のラプンツェルを抱いた二人の肖像画が飾られている。王妃はラプンツェルにそっくりな顔立ちで、ブルネットの髪と緑色の目を持つ。
昔、ラプンツェルを妊娠中の王妃が重い病に倒れ、王が国中の人々に呼びかけて探させた魔法の花を浮かべた水を飲んで奇跡的に回復した後にラプンツェルを出産した。しかしラプンツェルをさらわれて深い悲しみに暮れ、その誕生日に娘の無事を祈って『灯り』を飛ばしている。ラプンツェルのティアラを衛兵に守らせていたが、フリンにティアラを盗まれてしまった。
終盤でラプンツェルと悲願の再会を果たした。最初は髪を切って様変わりした娘の姿に戸惑いつつも、家族が再び巡り合えた喜びを分かち合い、フリンを新しい家族に迎え入れる。
『ラプンツェル あたらしい冒険』によると、治めている国の名前はコロナ王国であり、「フレデリック国王」「アリアナ王妃」という名前が設定されている。
花を置く少女（Litlle　Girl）
演 - デラニー・ローズ・ステイン / 日本語吹替 - 飯田汐音
衛兵（Guard）
演 - バイロン・ハワード、ネイサン・グレノ / 日本語吹替 - 落合佑介、遠藤純平
下記は役者不明。
踊る少年
日本語吹替 - 宮崎亜友美
スカーフの女性
日本語吹替 - さとう優衣
パンを持った女性
日本語吹替 - 鶴岡瑛梨

## 製作
- ウォルト・ディズニー・プロダクションでは1940年代からラプンツェルを映画化する企画が検討されていた[10]。なお、1970年にディズニーランドレコードが原作に忠実な絵本付レコード『Walt Disney's Story of Rapunzel』を制作し、1998年にディズニーゴールデンブックコレクションが『ミッキーとミニーのラプンツェル』を制作している[13]。

本作のヴィジュアル・スタイルは、フランスロココの芸術家であるジャン・オノレ・フラゴナールによる絵画『ぶらんこ』をベースとしている。
塔の上のラプンツェルの原案は、映画が公開される14年前の1996年からグレン・キーンが1人で温めていたアイディアであり、当初は彼が監督を務める予定であった。2003年10月、塔の上のラプンツェルがコンピューターアニメーションであること、公開時期は2007年を予定していることが明かされた。しかし、キーンの「物語をつくるための時間がもっと欲しい」という要望により、公開時期が2009年へ延びることになった。エド・キャットムルによると、マイケル・アイズナーから出された「現代のサンフランシスコに住むヒロインが童話の世界に入り込む」という提案に対して、キーンが上手く対応できなかったらしい。そのようなトラブルもあり、塔の上のラプンツェルの企画は頓挫してそのまま放置されていたが、2006年にウォルトディズニーアニメーションスタジオに配属されたキャットムルとジョン・ラセターによって企画が再び動き出した。彼らの最初の仕事はキーンをこの企画に引き留めておくことだった。2007年4月、監督がグレン・キーンとディーン・ウェリンズであると発表された。しかし、2008年10月には監督がバイロン・ハワードとネイサン・グレノに交代したことが発表され、キーンは製作総指揮、スーパーバイジング・アニメーター、キャラクター・デザイナーを担当することになった。監督を辞退して製作総指揮に回ったことについて、キーンは2008年に心臓発作に見舞われており体調が優れなかったからだと述べている。

### アニメーション
本作は3DCGアニメーションだが、2Dアニメーションの質感を再現しようと様々な試みがなされている。グレン・キーンは当初、塔の上のラプンツェルを油絵を意識した2Dアニメーションで作成したいと考えていたが、スタジオ側は3DCGで作成することを要求した。これを受けて、キーンはウォルト・ディズニー・アニメーション・スタジオで働く2Dアニメーターと3DCGアニメーターを集めたセミナーを開催し、作品の方針について討論した。セミナーで交わされた議論の結果、3DCGアニメーションで作成することが決まり、ディズニーの伝統的な2Dアニメーションの美的センスを3DCGで再現するというテーマが掲げられた。キーンは「3DCGによる手描き絵」「鉛筆で描いたような質感」を目指したと語っている。キーンの要望に応えるためには様々な最新技術やツールが必要であり、ウォルト・ディズニー・アニメーション・スタジオはそれを自ら作り出さなければならなかった。キーンは「我々が求めていたのは“写実的な髪の毛”ではなく“温かみのある髪の毛”であり、それを実現するための方法を開発した。私は温かく直感的な手描き絵の質感を3DCGで表現したかったのだ」と語っている。
髪の毛の表現を満足なものにするのは困難であり、2010年1月の時点でも製作チームはこの問題について悩んでいた。しかし、同年3月に彼らがDynamic Wiresと呼んでいる技術が完成し、この問題は解決された。ラプンツェルの髪の毛のアニメーションの作成には、ウォルト・ディズニー・アニメーション・スタジオのソフトウェアエンジニアであり、大学で髪の毛の研究をしていたケリー・ウォードが協力している。ウォードは髪の毛の動きや光の当て方に詳しく、ウォードが開発に協力したソフトウェアによって手描きのアニメーションとシミュレーションを調和させることができるようになった。

### タイトル変更
ウォルト・ディズニー・アニメーション・スタジオ長編作品の前作『プリンセスと魔法のキス』（2009年）は、高い評価を得て世界中でおよそ2億7千万ドルを稼いだが、それはディズニー社が予想していたよりも低い収益であり、原因は「プリンセス」を強調しすぎていたために男子層からあまり支持を得られなかったことにあると同社は考えた。ディズニーは男女両方へ映画を売り出すために、男性キャラクターのフリン・ライダーを強調し、また、タイトルを『ラプンツェル』（Rapunzel）から『タングルド』（Tangled）に変更した。

### 原作との相違点
原作にあった性的要素・過激な内容から大きく異なり（ただし、原作も版を重ねるごとに初版の性的要素を廃したことで知られている）、冒険活劇にアレンジされている。
「ラプンツェル」は妊婦によいとされる葉野菜の一種で、青紫色の花を咲かす。原作では農夫が妊娠中の妻のために魔女が育てたラプンツェルを盗み、魔女にラプンツェルを貰う代わりに赤ん坊が生まれたら差し出すと約束して、その子供は「ラプンツェル」と名付けられる。本作ではこれらの原作の設定は使われず、代わりに病気や怪我を癒やす魔法の花が登場する。原作の魔女はラプンツェルの純粋性が失われることを恐れて塔に閉じ込めるが、本作の魔女は魔法の花がもたらす永遠の若さに執着するヴィランであり、ラプンツェルの髪が持つ花の力を利用するために閉じ込めるという違いがある。
原作のラプンツェルは農家の娘で恋人が王子だが、本作ではラプンツェルが王女で恋人のフリンが泥棒である。ただし、フリンの本名のユージーン・フィッツハーバートには貴人の家の生まれという意味がある。ラプンツェルの長い金髪には魔法の力があり、髪を投げ縄代わりにして動き回る変更が加えられた。原作の王子の目に茨が刺さる箇所はカットされ、王子がラプンツェルの髪を使わずに自力で塔をよじ登り、ラプンツェルの髪を切る魔女と塔から身を投げる王子の行為が入れ替わっている。ラプンツェルを妊娠した母親が魔女の植物を食し、王子の傷をラプンツェルの涙が癒やして王国で暮らす展開は共通している。

## 音楽
音楽は8度アカデミー賞を受賞した作曲家のアラン・メンケンが作曲し、歌詞がグレン・スレイターによって書かれた。メンケンは、新しい歌を作成するために1960年代のフォークロックと中世の音楽を混合するのを試みたと述べた。
| #   | タイトル                                                          | 作詞 | 作曲・編曲 | パフォーマー                                                                        | 時間 |
| --- | ----------------------------------------------------------------- | ---- | ---------- | ----------------------------------------------------------------------------------- | ---- |
| 1.  | 「自由への扉 When Will My Life Begin」                            |      |            | マンディ・ムーア                                                                    | 2:32 |
| 2.  | 「自由への扉 (リプライズ1) When Will My Life Begin (Reprise 1)」  |      |            | マンディ・ムーア                                                                    | 1:03 |
| 3.  | 「お母様はあなたの味方 Mother Knows Best」                        |      |            | ドナ・マーフィ                                                                      | 3:10 |
| 4.  | 「自由への扉 (リプライズ2) When Will My Life Begin (Reprise 2)」  |      |            | マンディ・ムーア                                                                    | 2:06 |
| 5.  | 「誰にでも夢はある I've Got a Dream」                             |      |            | ブラッド・ギャレット、ジェフリー・タンバー、ムーア、ザッカリー・リーヴァイ、Company | 3:11 |
| 6.  | 「お母様はあなたの味方 (リプライズ) Mother Knows Best (Reprise)」 |      |            | マーフィ                                                                            | 1:38 |
| 7.  | 「輝く未来 I See the Light」                                      |      |            | ムーア、リーヴァイ                                                                  | 3:44 |
| 8.  | 「魔法の花 Healing Incantation」                                  |      |            | ムーア                                                                              | 0:54 |
| 9.  | 「お尋ね者、フリン Flynn Wanted」                                 |      |            | アラン・メンケン                                                                    | 2:51 |
| 10. | 「プロローグ Prologue」                                           |      |            | マーフィ、ステイン                                                                  | 2:02 |
| 11. | 「お城の馬 Horse with No Rider」                                  |      |            | メンケン                                                                            | 1:57 |
| 12. | 「秘密の通路 Escape Route」                                       |      |            | メンケン                                                                            | 1:57 |
| 13. | 「二人のキャンプ Campfire」                                       |      |            | メンケン                                                                            | 3:21 |
| 14. | 「王国でダンス Kingdom Dance」                                    |      |            | メンケン                                                                            | 2:20 |
| 15. | 「あの灯りが待ち遠しい Waiting for the Lights」                   |      |            | メンケン                                                                            | 2:47 |
| 16. | 「お母様のもとへ Return to Mother」                               |      |            | メンケン                                                                            | 2:06 |
| 17. | 「真実に気付いたラプンツェル Realization and Escape」             |      |            | メンケン                                                                            | 5:50 |
| 18. | 「いやしの涙 The Tear Heals」                                     |      |            | メンケン、ムーア                                                                    | 7:37 |
| 19. | 「歓びに包まれる王国 Kingdom Celebration」                        |      |            | メンケン                                                                            | 1:50 |
| 20. | 「サムシング・ザット・アイ・ウォント Something That I Want」      |      |            | グレイス・ポッター                                                                  | 2:43 |

## 公開

### 評論
Rotten Tomatoesの映画評論家のうち90%（162人中145人）が本作に対し肯定的な評価を下し、平均点は10点満点で7.5であった。また、同サイトで特に注目度の高い評論家のレビューを集めたCream of the Cropでは、93%（28人中26人）の支持率を得て、平均点は10点満点で7.9であった。Metacriticでは、34のレビューで平均点が100点満点中71点であった。CinemaScoreの調査によると、公開初週末に鑑賞した観客による平均評定は最高位である「A+」であった。
『ニューヨーク・タイムズ』のA・O・スコットは「ディズニーの50番目のアニメであり、その外観と精神は現代的にアップデートされているにもかかわらず、古きディズニーの誠実で紛れもない品質である」と評した。
クエンティン・タランティーノは本作を2010年のベストで5位にした。

### 興行収入
2011年6月30日時点で、アメリカ合衆国とカナダで2億82万1936ドル、それ以外の国々で3億8990万ドル、全世界で5億9072万1936ドルを稼いでいる。世界興行収入は2010年で第8位であり、アニメーション映画としては『トイ・ストーリー3』（10億6300万ドル）、『シュレック フォーエバー』（7億5000万ドル）に次いで第3位であり、ディズニー映画としても第3位である。
アメリカ合衆国とカナダでは、公開初日の2010年11月24日（水曜日）に1190万ドルを稼いだ。公開初週末3日間には4880万ドルを稼ぎ、『ハリー・ポッターと死の秘宝 PART1』（4910万ドル）に次いで第2位となった。感謝祭シーズン5日間では6870万ドルを稼ぎ、『トイ・ストーリー2』に次ぐ成績であった。公開2週目の週末3日間では前週末比で55.7%を減らして2160万ドルを稼ぎ、65.3%を減らした『ハリー・ポッターと死の秘宝 PART1』を抜いて第1位となった。3週目の週末には1430万ドルを稼ぎ、公開1週目の『ナルニア国物語/第3章: アスラン王と魔法の島』（2400万ドル）、『ツーリスト』（1650万ドル）に次いで第3位となった。公開15日目には北米累計収入は1億7669万7860ドルに達し、『ベスト・キッド』を抜いて2010年の北米興行収入10位となった。ウォルト・ディズニー・アニメーション・スタジオの製作のアニメ映画としては『ライオン・キング』（3億2854万1776ドル）、『アラジン』（2億1735万219ドル）に次いで歴代北米興行収入第3位である。
日本では2011年3月12日に公開された。公開前日に発生した東日本大震災によりスクリーン数が減ったものの、『SP THE MOTION PICTURE 革命編』、『ドラえもん 新・のび太と鉄人兵団 〜はばたけ 天使たち〜』に次いで動員ランキングで初登場3位となり、公開2日間の興行収入は1億4000万円を記録した。公開9週目の2011年5月10日時点では動員数172万7718人、興行収入25億71万5750円を記録した。

### 受賞とノミネート
| 賞                               | 部門               | 候補                 | 結果       |
| -------------------------------- | ------------------ | -------------------- | ---------- |
| アカデミー賞                     | 歌曲賞             | 「輝く未来」         | ノミネート |
| アニー賞                         | 長編アニメ映画賞   |                      | ノミネート |
| アニー賞                         | 長編アニメ脚本賞   | ダン・フォーゲルマン | ノミネート |
| ゴールデングローブ賞             | アニメ映画賞       |                      | ノミネート |
| ゴールデングローブ賞             | 主題歌賞           | 「輝く未来」         | ノミネート |
| クリティクス・チョイス・アワード | アニメ映画賞       |                      | ノミネート |
| クリティクス・チョイス・アワード | 歌曲賞             | 「輝く未来」         | ノミネート |
| フェニックス映画批評家協会賞     | アニメ映画賞       |                      | ノミネート |
| フェニックス映画批評家協会賞     | 主題歌賞           | 「誰にでも夢はある」 | ノミネート |
| サターン賞                       | アニメ映画賞       |                      | ノミネート |
| ナショナル・ムービー・アワード   | アニメーション部門 |                      | 受賞       |

## トリビア
映画に登場したランタンは天灯と同様の構造だが、インドネシアなどでは実際に空に灯りを飛ばす風習がある。監督のバイロン・ハワードはその光景をインターネットで見て感動し、この灯りを映画の名シーンに採用したと語っている。
監督のハワードとネイサン・グレノは「時代設定は1780年代」と答えている。登場人物の服装は16世紀ドイツの漠然としたイメージをヒントにし、現代人好みにアレンジされているとのこと。服飾史家の中野香織は、ラプンツェルのパープルのドレスをルネサンスと19世紀のハイブリッドと分析した。
本作後に公開された映画『アナと雪の女王』では、ラプンツェルが髪を切った姿で、フリンと共に登場しているシーンがある（両者とも後姿のみ）。
塔の壁にラプンツェルが描いた絵を担当したのは、製作総指揮のグレン・キーンの娘で当時ディズニーの社員だったクレア・キーン。現在はディズニーを退社して絵本作家として活動している。

## 続編
- 『ラプンツェルのウェディング』（Tangled Ever After） - ラストで言及されたラプンツェルとユージーンの結婚の様子を描いたOVA作品。『シンデレラ ダイヤモンド・コレクション』にボーナスコンテンツとして初めて収録された。
- 『ラプンツェル あたらしい冒険』（Tangled: Before Ever After） - 本映画の6か月後を描いたディズニー・チャンネル・オリジナル・ムービーのテレビ映画。『ラプンツェル ザ・シリーズ』の序章として、北米では2017年3月10日に放送され、日本でも同年5月14日にBSテレビ局・Dlife、6月10日にディズニー・チャンネルで初放送された。テレビ東京で2020年4月5日から3週に渡って『ザ・シリーズ』の初回として放送された。
- 『ラプンツェル ザ・シリーズ』（Tangled: The Series） - 本映画と『ラプンツェルのウェディング』を繋ぐディズニー・チャンネル オリジナル・シリーズのテレビアニメ。北米では2017年3月より放送が開始され、日本でも同年5月14日にDlife、8月11日にディズニー・チャンネルで初放送された。
- 『塔の上のラプンツェル(実写版) 』 - 2024年12月に実写版の制作が発表された[53]が、2025年4月4日には制作が一時停止されたと報じられた[54]。2025年に公開された実写版『白雪姫』の興行的不振が影響している[55]。

## テレビ放映
| 回数 | 放送局     | 放送枠           | 放送形態       | 放送日         | 放送時間      | 放送分数 | 平均世帯 視聴率 | 備考                                                        |
| ---- | ---------- | ---------------- | -------------- | -------------- | ------------- | -------- | --------------- | ----------------------------------------------------------- |
| 1    | TBS        | 水曜プレミア     | 本編ノーカット | 2014年3月19日  | 21:00 - 22:54 | 114分    | 8.5%            | 地上波初放送､水曜プレミアでは最後のディズニー映画となった。 |
| 2    | フジテレビ | 金曜プレミアム   | 本編ノーカット | 2015年4月24日  | 21:00 - 22:52 | 112分    | 11.7%           |                                                             |
| 3    | 日本テレビ | 金曜ロードSHOW!  | 本編ノーカット | 2017年3月10日  | 21:00 - 22:54 | 114分    | 12.6%           |                                                             |
| 4    | 日本テレビ | 金曜ロードSHOW!  | 本編ノーカット | 2020年5月1日   | 21:00 - 22:54 | 114分    | 14.7%           |                                                             |
| 5    | 日本テレビ | 金曜ロードショー | 本編ノーカット | 2022年3月25日  | 21:30 - 23:24 | 114分    | 8.2%            |                                                             |
| 6    | 日本テレビ | 金曜ロードショー | 本編ノーカット | 2024年10月11日 | 21:00 - 22:54 | 114分    | 8.1%            |                                                             |